# Blue System
Blue System è stato un progetto solista di musica pop di Dieter Bohlen - già produttore e componente del duo Modern Talking - , attivo tra il 1987 e il 1998.
Il progetto ha preso vita dopo il primo scioglimento dei Modern Talking, ed è giunto a termine in occasione della reunion del duo tedesco.
Per il suo progetto, Bohlen si è avvalso della vocalist Nadja Abd el Farrag (che è stata anche sua compagna) nonché della collaborazione "nascosta" dei cantanti Michael Scholz, Rolf Köhler e Detlef Wiedeke, i quali, nel 2003, hanno poi dato vita al progetto Systems in Blue rivelando così l'entità dell'apporto da loro dato alla realizzazione dei successi dei Blue System e dei Modern Talking.

## Discografia

### Album
- 1987 - Walking on a Rainbow
- 1988 - Body Heat
- 1989 - Twilight
- 1990 - Obsession
- 1991 - Seeds of Heaven
- 1991 - Déjà vu
- 1992 - Hello America
- 1993 - Backstreet Dreams
- 1994 - 21st Century
- 1994 - X-Ten
- 1995 - Forever Blue
- 1996 - Body to Body
- 1997 - Here I Am

### Singoli
- 1987 - Sorry Little Sarah
- 1988 - My Bed is Too Big
- 1988 - Under My Skin
- 1988 - Silent Water
- 1989 - Love Suit
- 1989 - Magic Symphony
- 1989 - Love Me on the Rocks
- 1990 - 48 Hours
- 1990 - Love Is Such a Lonely Sword
- 1990 - When Sarah Smiles
- 1991 - Lucifer
- 1991 - Testamente D'Amelia
- 1991 - Déjà Vu
- 1991 - It's All Over
- 1992 - Romeo & Juliet
- 1992 - I Will Survive
- 1993 - History
- 1993 - Operator
- 1994 - 6 Years - 6 Nights
- 1994 - That's Love
- 1994 - Dr.Mabuse
- 1995 - Laila
- 1995 - Only with You
- 1996 - Body to Body
- 1996 - For the Children
- 1997 - Anything
- 1997 - Love Will Drive Me Crazy